# Superliga de Eslovaquia 2011-12
La Superliga de Eslovaquia 2011-12 (oficialmente llamada Corgoň Liga por motivos de patrocinio) fue la 19.ª edición de la Superliga eslovaca de fútbol. Se inició el 15 de julio de 2011 y finalizó el 20 de mayo de 2012. El MSK Žilina ganó su sexto campeonato.

## Equipos
El MFK Dubnica descendió después de terminar la temporada 2010-11 en el 12º y último lugar, poniendo fin a una estancia de 10 temporadas en esta competición. Fue reemplazado por el campeón de la I Liga 2010-11, el FK AS Trenčín, que vuelve a la competición después de una ausencia de tres temporadas.
| Equipo                | Ciudad          | Estadio                               | Capacidad |
| --------------------- | --------------- | ------------------------------------- | --------- |
| AS Trenčín            | Trenčín         | Štadión na Sihoti                     | 4.500     |
| DAC 1904              | Dunajská Streda | Mestský štadión – DAC Dunajská Streda | 3.170     |
| Dukla Banská Bystrica | Banská Bystrica | Štadión SNP                           | 10.000    |
| MFK Košice            | Košice          | Štadión Lokomotívy v Čermeli          | 9.000     |
| FC Nitra              | Nitra           | Štadión pod Zoborom                   | 11.384    |
| MFK Ružomberok        | Ružomberok      | Štadión MFK Ružomberok                | 4.817     |
| FK Senica             | Senica          | Štadión FK Senica                     | 4.600     |
| Slovan Bratislava     | Bratislava      | Štadión Pasienky                      | 12.000    |
| Spartak Trnava        | Trnava          | Štadión Antona Malatinského           | 18.448    |
| Tatran Prešov         | Prešov          | Tatran Štadión                        | 5.410     |
| ViOn Zlaté Moravce    | Zlaté Moravce   | Štadión FC ViOn                       | 4.000     |
| MŠK Žilina            | Žilina          | Štadión pod Dubňom                    | 11.181    |

### Información de equipos
| Equipo                | Entrenador        | Capitán         | Marca  | Patrocinador de camiseta                |
| --------------------- | ----------------- | --------------- | ------ | --------------------------------------- |
| Dunajská Streda       | Werner Lorant     | Ján Marcin      | Adidas | NEGIN                                   |
| Trenčín               | Adrián Guľa       | Martin Ševela   | Nike   | Aegon                                   |
| Dukla Banská Bystrica | Štefan Zaťko      | Martin Poljovka | Adidas | Express Slovakia                        |
| Košice                | Ján Kozák         | Peter Šinglár   | Givova | Steel Trans                             |
| Nitra                 | Ladislav Jurkemik | Miloš Šimončič  | Jako   | Bonul Security, El Comp, Špeciál Izotex |
| Ružomberok            | Aleš Křeček       | Pavol Masaryk   | Umbro  | Mondi SCP                               |
| Senica                | Stanislav Griga   | Ján Gajdošík    | Hummel | NAD RESS                                |
| Slovan Bratislava     | Vladimír Weiss    | Igor Žofčák     | Adidas | Niké                                    |
| Spartak Trnava        | Pavel Hoftych     | Miroslav Karhan | Givova | TSS Grade                               |
| Tatran Prešov         | Serhiy Kovalets   | Ján Papaj       | Adidas | IMPA                                    |
| Zlaté Moravce         | Juraj Jarábek     | Pavol Majerník  | Legea  | ViOn                                    |
| Žilina                | Frans Adelaar     | Miroslav Barčík | Nike   | Preto                                   |

### Cambios de entrenadores
| Equipo            | Entrenador saliente | Motivo            | Fecha de salida          | Posición en la tabla | Reemplazado por   | Fecha de nombramiento    |
| ----------------- | ------------------- | ----------------- | ------------------------ | -------------------- | ----------------- | ------------------------ |
| Spartak Trnava    | Peter Zelenský      | Fin de interinato | 5 de mayo de 2011        | Pretemporada         | Pavel Hoftych     | 19 de mayo de 2011       |
| Dunajská Streda   | Mikuláš Radványi    | Fin de contrato   | 28 de mayo de 2011       | Pretemporada         | Štefan Horný      | 20 de junio de 2011      |
| Košice            | Štefan Tarkovič     | Mutuo acuerdo     | 1 de junio de 2011       | Pretemporada         | Ladislav Šimčo    | 10 de junio de 2011      |
| Tatran Prešov     | Ladislav Pecko      | Fin de contrato   | 2 de junio de 2011       | Pretemporada         | Štefan Tarkovič   | 4 de junio de 2011       |
| Žilina            | Pavel Hapal         | Despedido         | 16 de julio de 2011      | Pretemporada         | Ľubomír Nosický   | 16 de julio de 2011      |
| Slovan Bratislava | Karel Jarolím       | Mutuo acuerdo     | 5 de agosto de 2011      | 4°                   | Vladimír Weiss    | 5 de agosto de 2011      |
| Dunajská Streda   | Štefan Horný        | Renuncia          | 6 de agosto de 2011      | 12°                  | Krisztián Németh  | 7 de agosto de 2011      |
| Ružomberok        | Ladislav Jurkemik   | Despedido         | 22 de septiembre de 2011 | 8°                   | Aleš Křeček       | 22 de septiembre de 2011 |
| Nitra             | Cyril Stachura      | Despedido         | 19 de noviembre de 2011  | 7°                   | Róbert Barborík   | 20 de noviembre de 2011  |
| Nitra             | Róbert Barborík     | Fin de interinato | 20 de diciembre de 2011  | 7°                   | Ladislav Jurkemik | 20 de diciembre de 2011  |
| Tatran Prešov     | Štefan Tarkovič     | Despedido         | 23 de enero de 2012      | 11°                  | Serhiy Kovalets   | 23 de enero de 2012      |
| Dunajská Streda   | Krisztián Németh    | Mutuo acuerdo     | 25 de marzo de 2012      | 12°                  | Werner Lorant     | 25 de marzo de 2012      |
| Žilina            | Ľubomír Nosický     | Despedido         | 16 de abril de 2012      | 1°                   | Frans Adelaar     | 16 de abril de 2012      |
| Košice            | Ladislav Šimčo      | Despedido         | 30 de abril de 2012      | 12°                  | Ján Kozák         | 30 de abril de 2012      |

## Tabla de posiciones
Actualizado el 20 de mayo de 2012
|  | Pos. | Equipo                | Pts | PJ | PG | PE | PP | GF | GC | DG  |
|  | ---- | --------------------- | --- | -- | -- | -- | -- | -- | -- | --- |
|  | 1    | Žilina                | 67  | 33 | 19 | 10 | 4  | 52 | 27 | +25 |
|  | 2    | Spartak Trnava        | 65  | 33 | 19 | 8  | 6  | 44 | 22 | +22 |
|  | 3    | Slovan Bratislava     | 59  | 33 | 16 | 11 | 6  | 48 | 35 | +13 |
|  | 4    | Senica                | 57  | 33 | 15 | 12 | 6  | 47 | 23 | +24 |
|  | 5    | Trenčín               | 48  | 33 | 12 | 12 | 9  | 51 | 49 | +2  |
|  | 6    | Ružomberok            | 44  | 33 | 11 | 11 | 11 | 39 | 34 | +5  |
|  | 7    | ViOn Zlaté Moravce    | 41  | 33 | 11 | 8  | 14 | 34 | 43 | -9  |
|  | 8    | Nitra                 | 39  | 33 | 9  | 12 | 12 | 33 | 39 | -6  |
|  | 9    | Dukla Banská Bystrica | 37  | 33 | 9  | 10 | 14 | 37 | 44 | -7  |
|  | 10   | 1. FC Tatran Prešov   | 33  | 33 | 7  | 12 | 14 | 23 | 35 | -12 |
|  | 11   | Košice                | 29  | 33 | 6  | 11 | 16 | 25 | 40 | -15 |
|  | 12   | DAC Dunajská Streda   | 16  | 33 | 5  | 1  | 27 | 21 | 63 | -42 |

Pts = Puntos; PJ = Partidos jugados; PG = Partidos ganados; PE = Partidos empatados; PP = Partidos perdidos; GF = Goles a favor; GC = Goles en contra; DG = Diferencia de gol
|  | Clasificado a la segunda fase de clasificación de la Liga de Campeones de la UEFA 2012-13  |
|  | Clasificado a la segunda fase de clasificación de la Liga Europea de la UEFA 2012-13       |
|  | Clasificado a la primera fase de clasificación de la de la Liga Europea de la UEFA 2012-13 |
|  | Descendido a la 2. liga                                                                    |

## Resultados
|                 | Dun     | Duk     | Koš     | Nit     | Ruž     | Sen     | Slo     | Spa     | Tat     | Tre     | Zla     | Žil     |
| --------------- | ------- | ------- | ------- | ------- | ------- | ------- | ------- | ------- | ------- | ------- | ------- | ------- |
| Dunajská Streda | ––––    | 1-3 1-2 | 0-1 2-0 | 0-2     | 0-2 0-1 | 0-1     | 1-0 2-3 | 0-1     | 0-0     | 2-0     | 0-2     | 2-1 0-2 |
| Dukla           | 1-0     | ––––    | 4-0 0-0 | 1-2 1-1 | 2-0     | 1-1     | 1-2 1-1 | 0-3     | 2-0     | 2-0 1-2 | 0-1 0-0 | 1-3 2-1 |
| Košice          | 3-0     | 3-1     | ––––    | 0-2 1-2 | 1-1     | 0-1 0-0 | 0-1     | 1-1 0-1 | 1-0 0-0 | 1-2     | 1-1 0-1 | 1-2     |
| Nitra           | 2-0 3-0 | 2-2     | 1-1     | ––––    | 2-3     | 0-0 1-0 | 0-1     | 1-3 0-2 | 2-2 0-1 | 0-0     | 0-1 1-0 | 0-2     |
| Ružomberok      | 3-1     | 2-0     | 1-1 2-0 | 0-0 1-1 | ––––    | 0-1     | 1-0 0-0 | 0-0     | 1-1     | 1-1     | 4-0     | 1-2 0-1 |
| Senica          | 3-0 5-1 | 0-0     | 0-1     | 3-1     | 2-1 2-0 | ––––    | 2-2     | 1-1     | 3-0 0-0 | 4-0     | 1-0     | 1-2 1-1 |
| Slovan          | 3-1     | 3-2     | 2-1 1-1 | 0-0 2-1 | 2-0     | 3-2 2-2 | ––––    | 2-1 0-0 | 2-0     | 3-1 2-2 | 0-0 3-0 | 2-1     |
| Spartak         | 2-1 3-0 | 3-1 2-0 | 1-0     | 1-2     | 0-2 3-0 | 1-1 1-0 | 2-0     | ––––    | 0-0 1-0 | 1-0 2-2 | 1-0     | 1-1     |
| Tatran          | 0-2 4-0 | 0-1 2-2 | 0-1     | 1-1     | 1-1     | 0-1     | 0-1 2-1 | 2-0     | ––––    | 1-0     | 0-1     | 0-0 1-1 |
| Trenčín         | 1-0 2-1 | 2-2     | 4-1 1-1 | 0-0 5-2 | 1-1 2-1 | 0-1     | 2-2     | 4-2     | 4-0 2-0 | ––––    | 3-1     | 3-3     |
| Zlaté Moravce   | 2-1 3-2 | 1-0     | 3-2     | 1-1     | 1-0 3-5 | 0-0 1-3 | 1-1     | 0-1 0-2 | 1-2     | 3-0 2-3 | ––––    | 1-1     |
| Žilina          | 2-0     | 3-1     | 1-1 1-0 | 2-0     | 2-1     | 3-1     | 2-1 3-0 | 0-1 1-0 | 1-0     | 0-0 2-2 | 2-2 1-0 | ––––    |

## Goleadores
| Pos | Jugador          | Club                  | Goles |
| --- | ---------------- | --------------------- | ----- |
| 1   | Pavol Masaryk    | Ružomberok            | 18    |
| 2   | Juraj Halenár    | Slovan Bratislava     | 15    |
| 3   | Lester Peltier   | Trenčín               | 11    |
| 4   | Martin Jakubko   | Dukla Banská Bystrica | 10    |
| 4   | Róbert Pich      | Žilina                | 10    |
| 6   | Tomáš Majtán     | Žilina                | 9     |
| 6   | Martin Vyskočil  | Spartak Trnava        | 9     |
| 8   | John Delarge     | Dunajská Streda       | 8     |
| 8   | David Depetris   | Trenčín               | 8     |
| 10  | Miroslav Barčík  | Žilina                | 6     |
| 10  | Filip Hlohovský  | Trenčín               | 6     |
| 10  | Martin Hruška    | Zlaté Moravce         | 6     |
| 10  | Erik Pačinda     | Košice                | 6     |
| 10  | Ladislav Tomaček | Spartak Trnava        | 6     |